# OLiS – albumy fizycznie
OLiS – albumy fizycznie (Oficjalna Lista Sprzedaży – albumy fizycznie) – cotygodniowa lista przebojów, klasyfikująca 100 albumów muzycznych najlepiej sprzedających się na nośnikach fizycznych na terenie Polski. Jest przygotowywana i publikowana w Internecie od 2023 roku przez Związek Producentów Audio-Video, polskie stowarzyszenie gromadzące dane na temat rodzimego przemysłu muzycznego. Każda lista zawiera statystyki w przedziale czasowym od piątku do czwartku i jest publikowana zwyczajowo w następny czwartek.
Dane na temat sprzedaży albumów są raportowane przez sklepy i wydawców oraz gromadzone przez agencję badawczą Kantar Polska. Składają się na nie egzemplarze kupione w sklepach stacjonarnych i internetowych oraz poprzez alternatywne sposoby, na przykład podczas koncertów. Z listy wyłączone są wydawnictwa promocyjne i reklamowe. W przypadku istnienia reedycji lub wersji alternatywnych albumów, które zawierają całość wydania pierwotnego, dane o ich popularności są wliczane do danych wydania pierwotnego.
Powstanie listy zostało ogłoszone przez Związek Producentów Audio-Video 16 stycznia 2023. Równocześnie zostało opublikowane pierwsze notowanie, datowane na 12 stycznia 2023. Lista stanowi kontynuację głównego zestawienia popularności albumów w Polsce, OLiS, które wcześniej było sporządzane tylko na podstawie sprzedaży fiycznej (od stycznia 2023 obejmuje także dane z serwisów strumieniowych).

## Listy numerów jeden
- Albumy numer jeden w roku 2023 (Polska)
- Albumy numer jeden w roku 2024 (Polska)
- Albumy numer jeden w roku 2025 (Polska)

## Najpopularniejsze albumy rok po roku
| Rok  | Tytuł            | Wykonawca      | Źr.   |
| ---- | ---------------- | -------------- | ----- |
| 2023 | 1-800-Oświecenie | Taco Hemingway | [ 3 ] |
| 2024 | Kaprysy          | sanah          | [ 4 ] |

## Statystyki
Opracowano na podstawie archiwów listy OLiS – albumy fizycznie.

### Albumy z największą liczbą tygodni na pierwszym miejscu
| Liczba | Album             | Wykonawcy      | Źr.   |
| ------ | ----------------- | -------------- | ----- |
| 5      | Kaprysy           | Sanah          | [ 6 ] |
| 3      | Na waszych oczach | Polska Wersja  | [ 7 ] |
| 3      | 1-800-Oświecenie  | Taco Hemingway | [ 8 ] |
| 3      | Dwoje ludzieńków  | Sanah          | [ 9 ] |

### Wykonawcy z największą liczbą albumów na pierwszym miejscu
| Liczba | Wykonawca       | Albumy                                                                  |
| ------ | --------------- | ----------------------------------------------------------------------- |
| 4      | Dawid Podsiadło | Leśna muzyka (live, czyli na żywo) Lata dwudzieste Przed i po Tylko haj |
| 3      | Białas          | Newcomer Hotel Maffija 3 (w ramach SB Maffiji) Polonn                   |
| 3      | PRO8L3M         | club2020 (w ramach club2020) PROXL3M Art Brut 1 Remixed                 |
| 3      | Sanah           | Sanah śpiewa poezyje Kaprysy Dwoje ludzieńków                           |
| 3      | Taco Hemingway  | club2020 (w ramach club2020) 1-800-Oświecenie Trójkąt warszawski        |

### Wykonawcy z największą liczbą tygodni na pierwszym miejscu
| Liczba | Wykonawca       | Albumy z liczbą tygodni                                                                 |
| ------ | --------------- | --------------------------------------------------------------------------------------- |
| 10     | Sanah           | Sanah śpiewa poezyje – 2 Kaprysy – 5 Dwoje ludzieńków – 3                               |
| 7      | Dawid Podsiadło | Leśna muzyka (live, czyli na żywo) – 3 Lata dwudzieste – 1 Przed i po – 1 Tylko haj – 2 |
| 5      | Taco Hemingway  | club2020 (w ramach club2020) – 1 1-800-Oświecenie – 3 Trójkąt warszawski – 1            |